# Вулиця Докії Гуменної
Ву́лиця До́кії Гуменно́ї — вулиця в Голосіївському районі міста Києва, житловий масив Теремки-ІІ. Пролягає від вулиці Дмитра Луценка до вулиці Композитора Лятошинського.
Прилучаються вулиці Героїв Маріуполя та Степана Рудницького. На відтинку між вулицями Героїв Маріуполя та Лятошинського пролягає у вигляді проїзду між будинками, автомобільний рух тут заборонено.

## Історія
Вулиця запроєктована у 1970-х роках під назвою Нова́ № 1, під час будівництва житлового масиву Теремки-2. У 1977 році отримала назву вулиця Юрія Смолича на честь українського письменника та журналіста Юрія Смолича (1900 — 1974). 
Забудову вулиці відбулась у 1979 — 1980 роках. 
У 2001 році з непарного боку вулиці відкрито сквер «споріднених міст на честь дружби Києва та Москви», тоді ж встановлено пам'ятаний знак, що неодноразово обливали фарбою на знак протесту. У 2021 році пам'ятник врешті було знесено, а наступного року Київська міська рада перейменувала сквер на честь Героїв Маріуполя.
У травні 2023 року вулицю перейменовано на честь української письменниці Докії Гуменної.

## Назва
У 1991 році, коли були розкриті архіви КДБ, підтвердилися припущення, що Юрій Смолич впродовж багатьох років був інформатором каральних органів СРСР, співпраця якого тривала у 1935—1953 роках. Попри успішну літературну діяльність, цей скандальний факт з біографії письменника, не міг не позначитися на репутації письменника та подальшому сприйнятті його творчості.
У 2022 році робоча група експертної комісії з питань найменувань визначила, що підлягають перейменуванню назви міських об'єктів, які підпадають під дію Закону України «Про засудження комуністичного та націонал-соціалістичного (нацистського) тоталітарних режимів в Україні та заборону пропаганди їхньої символіки». До переліку цих міських топонімів потрапила і вулиця Юрія Смолича.
Влітку 2022 року у застосунку «Київ Цифровий», шляхом рейтингового голосування обрана нова назва вулиці. Серед запропонованих варіантів найбільшу кількість голосів (3 603) набрала пропозиція вулиця Докії Гуменної — на честь української письменниці, членкині об'єднання українських письменників «Слово» Докії Гуменної. У травні 2023 року вулиця отримала сучасну назву.

## Установи та заклади
- Дитяча художня школа № 9 (буд. № 4)